# Barre (Tarn)
Barre è un comune francese di 214 abitanti situato nel dipartimento del Tarn nella regione dell'Occitania.

## Società

### Evoluzione demografica
Abitanti censiti